# サーク語
サーク語（Serkyee、Sercquiais、Sèrtchais または英語: Sarkese）は、インド・ヨーロッパ語族西ロマンス語オイル語のノルマン・フランス語のジャージー語に属す言語である。サーク・フランス語（Sark-French）ともいう。英仏海峡のチャンネル諸島のガーンジーのサーク島で話されている。
サーク語はもともとはジャージー語話者のジャージーからの入植者によりサーク島にもたらされたものである。
サーク語は公的に放置されていて、さらに近年、税逃れによるイングランドからの移民が大きく影響して衰退が進んでいる。